# Otoh Gunga
Otoh Gunga a Csillagok háborúja elképzelt univerzumában lévő város.

## A víz alatti város
Otoh Gunga a gunganek legnagyobb, víz alatti városa a Naboon, a Paonga-tó felszíne alatt. A többi gungan városhoz hasonlóan ezt is mesterséges, erőterekkel fenntartott, világító légbuborékok alkotják, amelyek hidrosztatikus membránokkal bent tartják a levegőt és védik a várost a víztől. Egyes buborékok 75 m átmérőjűek. A buborékok masszív kőoszlopokkal vannak a tó aljához rögzítve. A padlózatot egyfajta speciális drágakővel díszítik. Erre a célra tervezett bejáratokon lehet a városba bejutni. A Csillagok háborúja első részében – a gungan történelem során elsőként – eljut a városba Qui-Gon Jinn és Obi-Wan Kenobi jedi mester.

## A város a nabooi csatában
A város gungan lakói jelentős szerepet játszottak a nabooi csatában, melynek során a birodalmi erők megtámadták és részben megsemmisítették a semleges és jórészt békés Otoh Gungát. A gunganek kapituláltak, és a Gungan Szent Helyre menekültek. A Birodalom bábállamot hozott létre, aminek kulcspozícióit emberek töltötték be. Az új társadalmi szerkezetben az őslakosok elszegényedtek, és sokan a felszínre költöztek a városból.
A háború után a gunganek visszatértek és a turizmusból eredő túlzott népsűrűség problémájával találták szemben magukat. A túlnépesedés megoldására Rugor Nass Főnök jóváhagyott egy kolonizálási projektet, ami a gunganek számára lehetővé tette, hogy a Naboo egyik holdjára, az Ohma D'un-ra költözzenek.

## Az Oberon mesterséges hold katasztrófája
2011. november 21-én a Belügyminisztérium Országos Katasztrófavédelmi Főigazgatósága próbariasztásában említette Otoh Gungát. A 8:30-kor kiadott „közérdekű közlemény” szerint ismeretlen okból lezuhant az Oberon mesterséges hold, aminek nyomán súlyos károk keletkeztek a víz alatti városban, ahol megszűnt az áramellátás és az ivóvíz- valamint internet-szolgáltatás. Átmenetileg nem volt elegendő midiklorián sem. A hatóság próbariasztásában véradásra hívta fel a magyar lakosságot.

## Fordítás
- ↑ enWiki cikk:  Ez a szócikk részben vagy egészben  a   List of Star Wars cities and towns című angol Wikipédia-szócikk ezen változatának fordításán alapul.  Az eredeti cikk szerkesztőit annak laptörténete sorolja fel. Ez a jelzés csupán a megfogalmazás eredetét és a szerzői jogokat jelzi, nem szolgál a cikkben szereplő információk forrásmegjelöléseként.